# Aquila fasciata
El águila azor perdicera o águila perdicera (Aquila Fasciata) es una especie de ave accipitriforme de la familia Accipitridae que habita desde la cuenca mediterránea hasta el sudeste asiático.

## Características
Es un ave rapaz diurna de unos 70 cm de longitud, con un peso de entre 1,6 y 2,2 kg . De aspecto grande y fuerte, los adultos presentan dorso marrón claro y partes inferiores más claras, blanco-amarillentas con trazos oscuros.

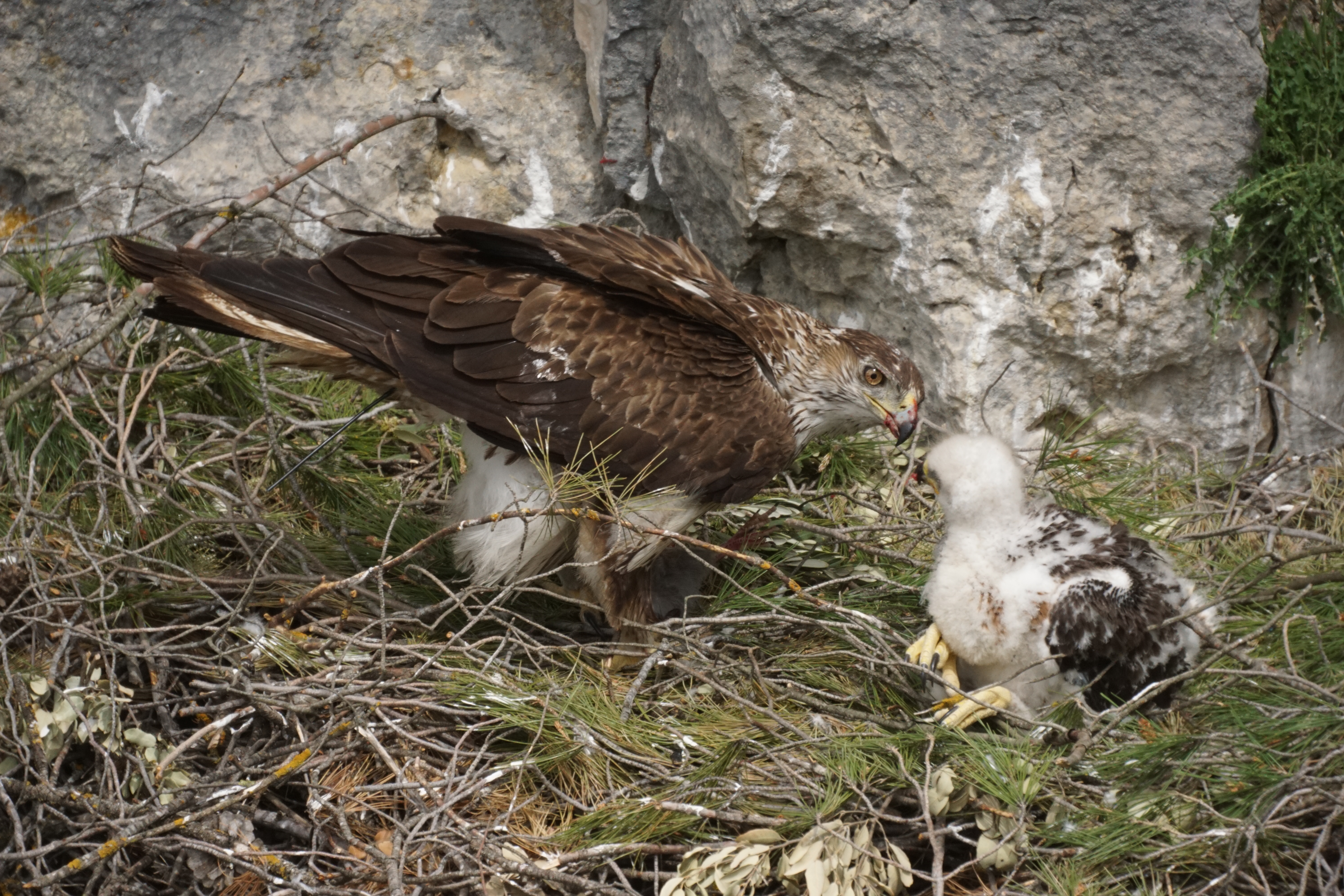
Águila perdicera alimentando a su aguilucho con una perdiz.

## Historia natural
Caza conejos, palomas, perdices y lagartos. Cría en paredes rocosas, rara vez en árboles.
Es sedentaria, con dispersión juvenil. Amenazada, está en grave retroceso. Tendidos eléctricos, furtivismo y molestias en las zonas de cría son sus mayores peligros.

## Estado de conservación

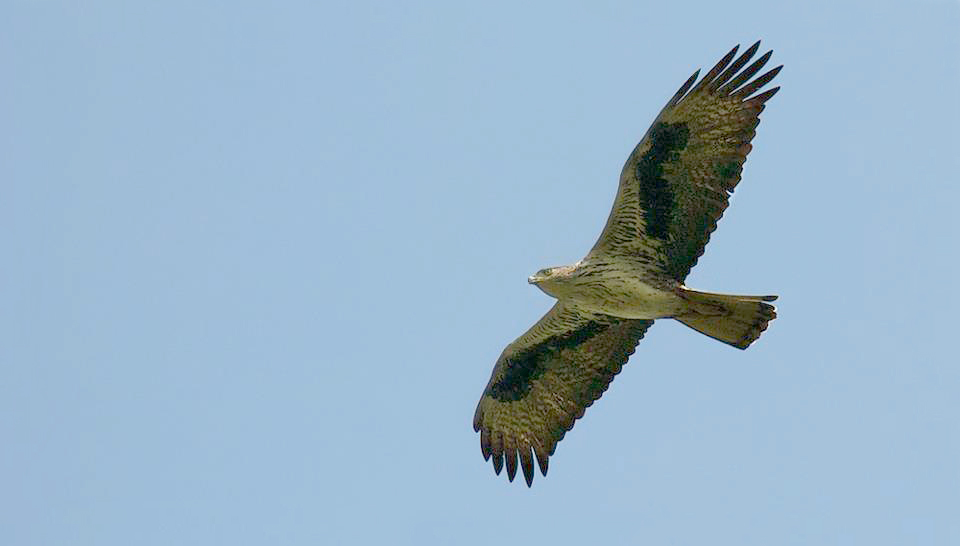
Hieraaetus fasciatus (India).

Mientras las poblaciones asiáticas son desconocidas, las mediterráneas tienen sus mayores efectivos en la península ibérica y el Magreb. En los años 1980 se censó una población en Europa de entre 815 y 891 parejas.[cita requerida] Con datos de diversos censos europeos de diferentes años, la Sociedad Española de Ornitología (SEO) estimó entre 733 y 768 parejas en 2005. En 2000 BirdLife International estimó la población europea entre 860 y 1100 parejas.

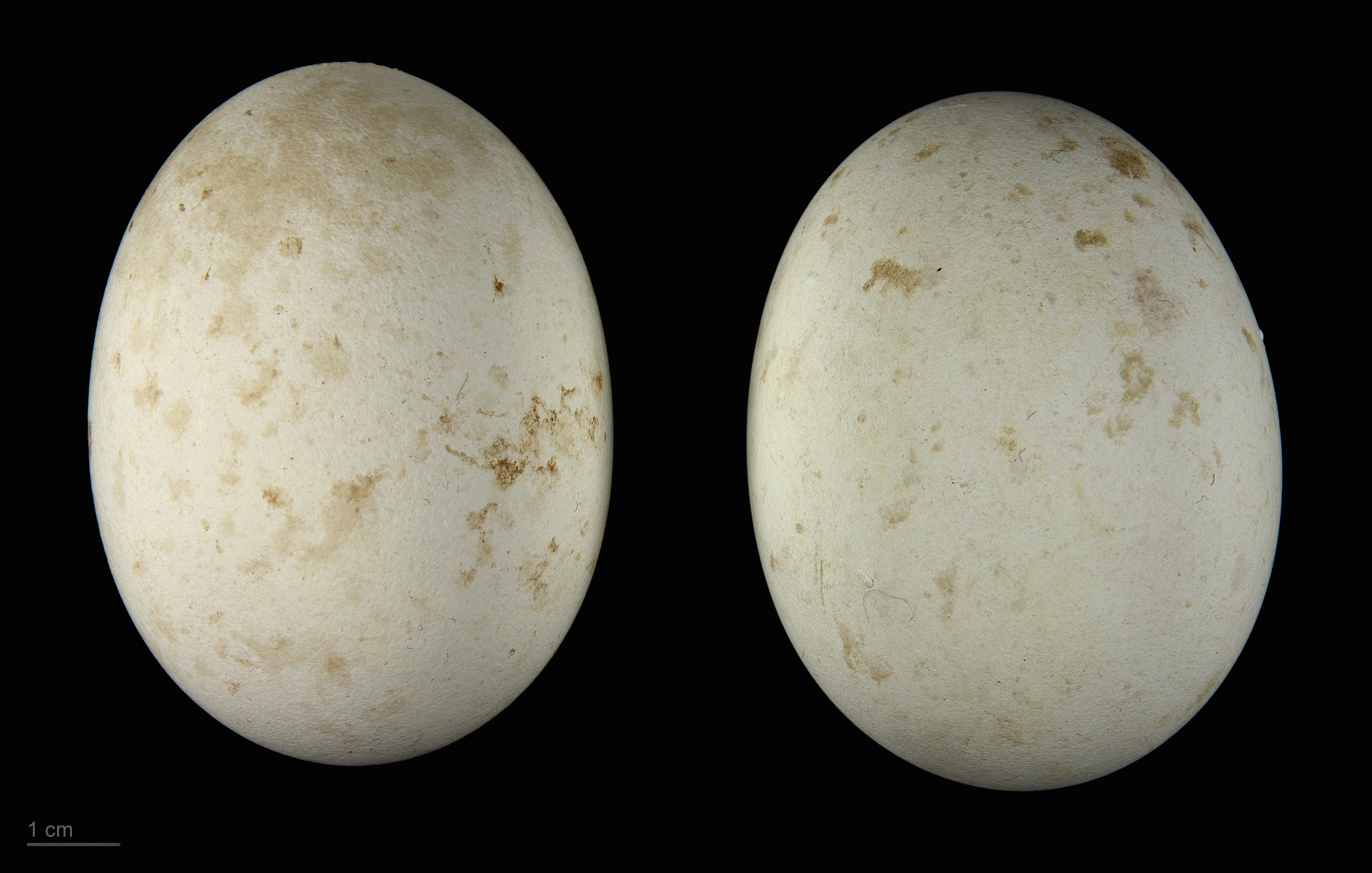
Hieraaetus fasciatus - MHNT

### En la península ibérica
El águila azor perdicera ha desaparecido prácticamente de la meseta norte, con poblaciones marginales situadas en su límite de distribución como las de Arribes del Duero, habiéndose fragmentado asimismo en la zona centro y Castilla-La Mancha. Las poblaciones del sureste, Comunidad Valenciana y catalanas, unas de las más densas de la península sufrieron en el pasado (años 80) descensos muy bruscos (entre el 25-50%). Las únicas poblaciones aparentemente estables se sitúan en algunas zonas de Andalucía, Comunidad Valenciana y Extremadura. El águila azor perdicera con una población pequeña (de entre 733 y 768 parejas en 2003) se encuentra En Peligro de extinción en el Libro Rojo de las Aves de España (2004) puesto que ha sufrido una drástica disminución en la mitad norte, sureste y levante en su distribución de la península ibérica. Esta situación llevó a la organización SEO/Birdlife a la declaración en el año 2005 como Ave del Año.
En la zona de la Sierra de Gádor fueron retiradas cuatro vías de escalada recreativa, una de ellas localizada directamente sobre un nido de cría en marzo de 2017. Esta misión facilitó el descubrimiento de una población del endemismo Gadoria falukei. En esa fecha se estimaban en unas 70 las parejas reproductoras presentes en la provincia de Almería.

#### Amenazas
Según el Libro Rojo de las Aves de España (2004), las principales causas serían demográficas:
- Mortalidad por persecución directa (veneno, trampas, disparos).
- Electrocución y colisión con tendidos eléctricos.
- Pérdida del hábitat (véase, por ejemplo el caso del parque regional de Cabo Cope y Puntas de Calnegre).
- Cambios en la dieta (debido a la escasez de conejo).
- Molestias por actividades recreativas.

## Subespecies
Se reconocen dos subespecies de Hieraaetus fasciatus:
- Hieraaetus fasciatus fasciata - de la Cuenca mediterránea hasta el sur de China e Indochina.
- Hieraaetus fasciatus renschi - Islas menores de la Sonda.